# Ski freeride
Ne doit pas être confondu avec Ski freestyle, Ski de randonnée ou Ski de pente raide.
Pour les articles homonymes, voir Freeride.

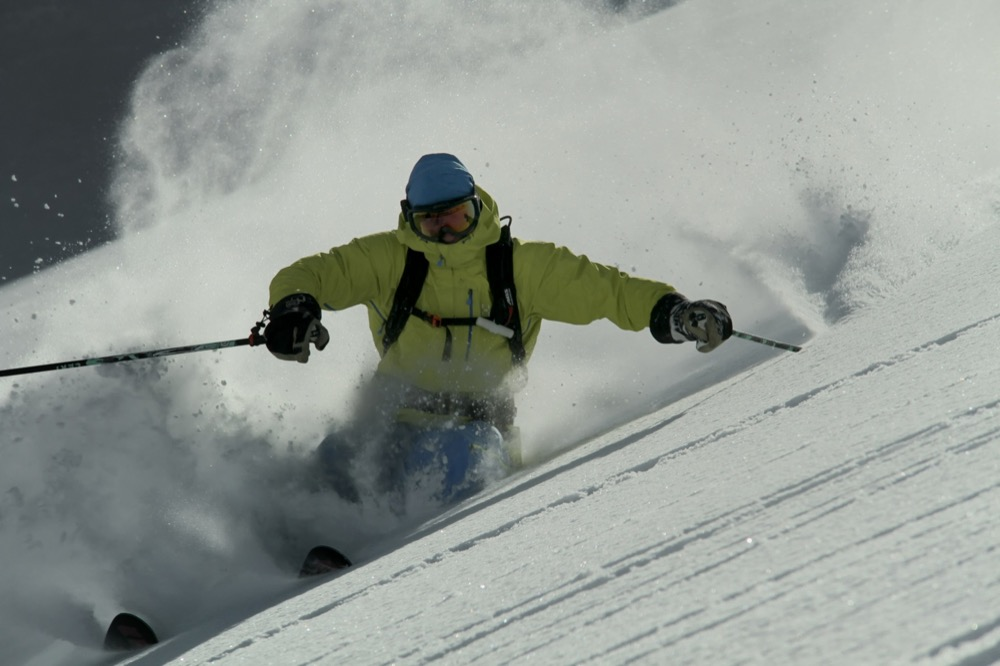
Freerider en action

Le ski freeride (ou freeriding , anglicisme, littéralement « balade pendant laquelle on fait ce que l'on veut ») est une pratique de descente à ski hors des pistes, sur de larges pentes de neige poudreuse, et dont la finalité consiste à s'affranchir des règles et contraintes imposées par certaines disciplines sportives alpines comme, par exemple, le slalom avec son portillon de départ, le tracé avec ses portes, le chronométrage, etc. Dérivé du ski alpin, il se pratique en ski de loisirs ou de compétition.
Le ski freeride est l'appellation contemporaine du ski hors-piste qui a évolué vers une discipline extrême avec des choix d'itinéraires engagés avec, parfois, des sauts de barres rocheuses. Les pratiquants de ce sport sont nommés « freeriders ».

## Description
Le freeride peut se pratiquer sur les pentes sécurisées d'une station de ski ou sur des pentes vierges à l'écart de toute civilisation (forêts, versants de montagne, etc). Appellation contemporaine du classique ski « hors-piste », le freeride existe depuis longtemps mais connaît un véritable essor en 2008 : c'est le skieur Candide Thovex qui, en s’inspirant des snowboarders, décide de les suivre et de les imiter, en combinant le ski freestyle (dans sa version backcountry) avec le ski freeride,.
Le freeride est une discipline à risque car les pratiquants ne sont  jamais à l’abri d’une avalanche, d’une chute depuis une corniche ou d'une mauvaise réception après un saut. Chaque année, il y a de nombreux accidents corporels, parfois mortels, en raison des quantités de neige dans lesquelles le skieur évolue et des rochers ou obstacles qui y sont parfois enfouis, avec la présence de falaises. Ces accidents touchent autant les professionnels que les débutants, comme Andreas Fransson (en) ou encore JP Auclair (en), deux légendes du freeride (Andreas Fransson et JP Auclair ont disparu dans la même avalanche en 2014). À cet égard et compte tenu de l'engagement, le ski freeride est considéré comme étant un sport extrême.

## Philosophie

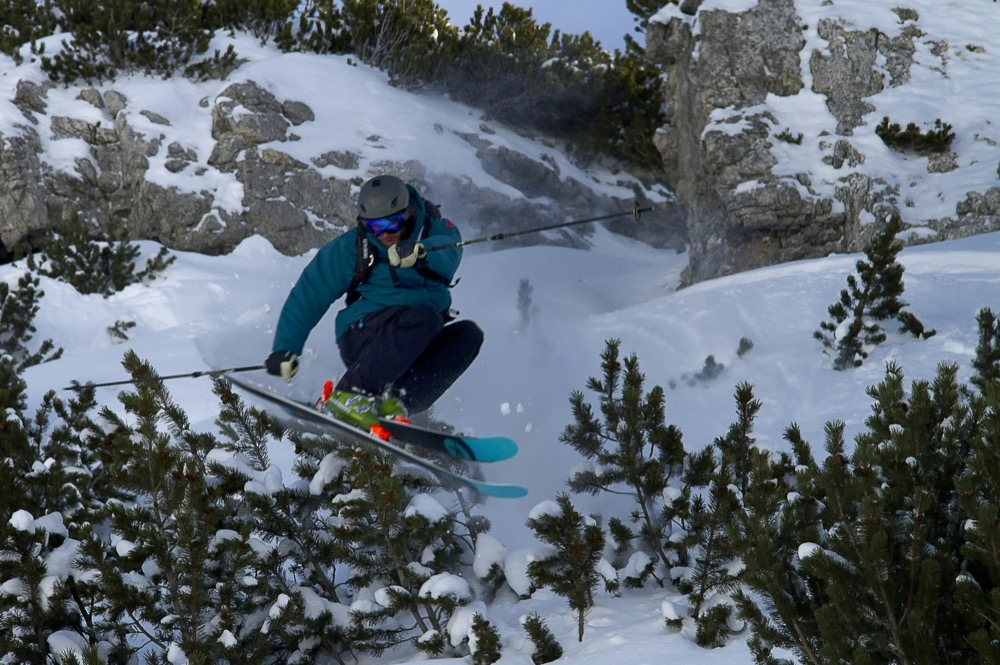
Skieur de freeride en Autriche.

Le ski freeride a pour finalité la descente de pentes en neige poudreuse, souvent raides, parfois accompagnée de sauts de barres rocheuses, sans atteindre toutefois le niveau d'engagement (prise de risque) qu'exige par exemple le ski de pente raide. Il se distingue également du ski de randonnée dont le but est d'atteindre un sommet ou un col depuis la vallée, ascension suivie d'une descente en hors-piste en mode contemplatif, tandis que l'objectif du ski freeride reste la performance (vitesse, audace, engagement, enchaînement) dans une descente technique en hors-piste, après un bref déplacement à pied, à skis ou avec utilisation de remontées mécaniques.
La discipline s'applique à respecter l'esprit du sport freeride et l'éthique originels initiés dans un mouvement des années 1960 par les surfeurs d'Hawaï qui revendiquent davantage de libertédans leur pratique et l'affirmation d'un mode de vie sans contraintes, notamment. En compétition, le but est de favoriser l’amusement tout en développant la connaissance et le dépassement de soi, loin des règles et du cadre strict qui régissent, par exemple, les disciplines de compétition du ski alpin (slalom, etc). Le terrain de jeu est ici 100 % naturel : départ généralement depuis le sommet d'une montagne aménagé sommairement en aire de départ avec, pour tout balisage, une porte au départ et à l’arrivée. L'épreuve n'est pas chronométrée, les rideurs se lancent à la conquête de chaque flanc de la montagne exploitable dans le but de faire le meilleur run sans reconnaissance préalable (à l'exception des ouvreurs) mais l'observation du terrain aux jumelles est autorisée. Le style est libre, aucune figure n'est imposée mais les compétiteurs sont notés sur cinq critères : ligne, fluidité, contrôle, air and style (sauts et figures) et technique.
Ski hors-piste par excellence, le ski freeride a donné naissance à de nouvelles disciplines qui sont des déclinaisons d'un sport qui connaît un réel engouement parmi la nouvelle génération de skieurs :
- la freerando : freeride + randonnée. On atteint le site de neige poudreuse après un court déplacement avec un matériel hybride randonnée/freeride ;
- le freeski : enseignement mixte freeride et freestyle dispensé par les écoles de ski ;
- le freestyle backcountry : pratique du freeride qui intègre des acrobaties propres au ski freestyle.

## Spécialistes du freeride
- Candide Thovex (1982, français)
- Enak Gavaggio (1976, français)
- Aurélien Ducroz (1982, français)
- Tanner Hall (1983, américain)
- Mickaël Bimboes (1986, français)

Le Canadien Mike Douglas, né en 1969, est largement considéré comme étant le parrain du freeski pour son rôle dans le lancement du mouvement New School. Dans les années 1990, Douglas, à l'origine skieur de bosses (avec JP Auclair, JF Cusson, Shane Szocs et d'autres), s'est opposé aux
nouvelles règles strictes de la FIS (Fédération Internationale du Ski) en repoussant les limites du ski. La révolution, naissante, s'est étendue à l'Amérique du Nord : un groupe de skieurs canadiens connu sous le nom de la Nouvelle Force aérienne du Canada, s'est retiré dans des parcs à neige  (snowpark)  et a commencé à sauter et réaliser des figures, comme les hucking airs massifs, 360s, et autres backflips. Cette expansion du freestyle New School voit naître une nouvelle génération de skieurs adeptes de sensations fortes en prenant de plus en plus de risques. Ils se retirent alors dans les vastes champs de poudreuse et associent le ski freestyle au ski freeride, ce qui donnera naissance au ski (freestyle) backcountry (à ne pas confondre avec la discipline du ski de randonnée nordique ou ski backcountry de la famille du ski nordique).

## Matériel
Le ski freeride nécessite un matériel avec des caractéristiques différentes de celui du ski de piste ou de randonnée.

### Skis

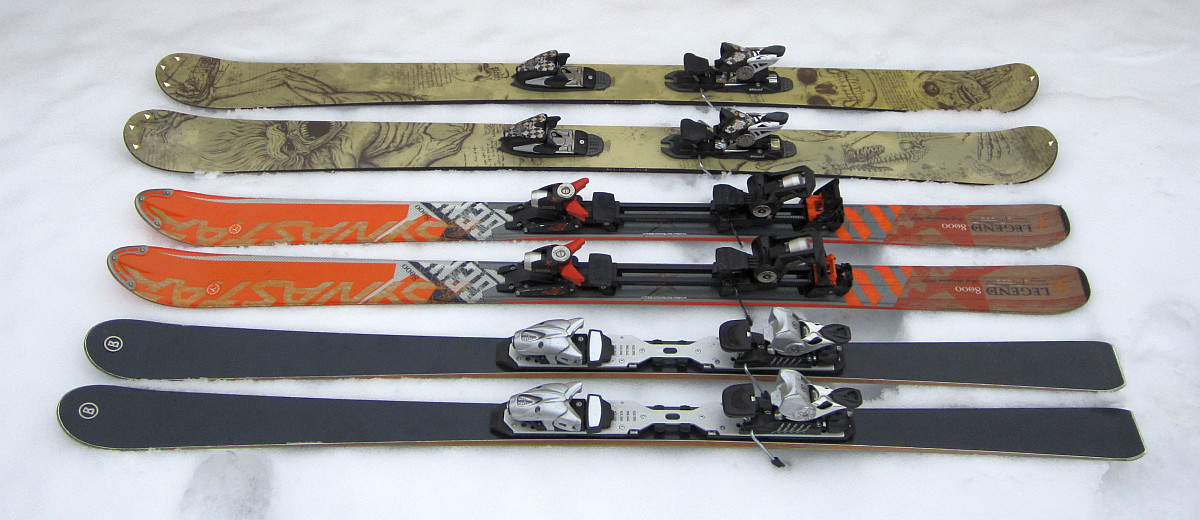
Paire de skis Fat (en haut), très larges avec 108 mm au patin.

La forme du ski doit permettre au skieur d'évoluer dans une neige poudreuse abondante. Le ski peut être très large, dit « ski Fat » ou « Big Moutain », le plus large du marché. Sa longueur est plus importante que celle d'un ski de piste traditionnel, de l'ordre de 5 à 10 cm de plus que la taille de l'utilisateur, voire 15 cm pour une utilisation exclusivement en poudreuse. La largeur du patin peut excéder les 115 millimètres, ce qui permet d'exécuter des virages plus facilement grâce à une meilleure portance sur la poudreuse. Il peut comporter une double spatule avant-arrière (ski « backcountry »), la spatule avant étant alors plus large que celle d'un ski conventionnel afin d'éviter de s'enfoncer (« déjaugeage »). Le ski de freeride est équipé d'une fixation réglable avec un stop-ski conçu pour éviter un déclenchement intempestif, compte tenu des fortes contraintes subies par le matériel.

### Chaussures
Les chaussures diffèrent peu, visuellement, de celles utilisées pour le ski de piste mais elles présentent des caractéristiques propres à la discipline : elles sont parfois dotées de zones d'amortisseurs pour encaisser les chocs et d'un collier moins incliné vers l'avant. La flexion globale de la chaussure étant aussi plus importante, elle permet plus de liberté de mouvement, notamment pour la marche : le « flex » (indice de rigidité de la chaussure) est généralement plus élevé. Certains modèles sont équipés d'inserts en vue d'une utilisation freerando/randonnée.

### Accessoires
L'équipement du freerider comprend :
- les bâtons, qui peuvent être téléscopiques pour un usage freerando ;
- le casque ;
- les lunettes de soleil, afin de se protéger de l'ophtalmie ou des intempéries ou le masque, qui protège des impacts dus aux branches en forêt ;
- les gants ;
- éventuellement une protection dorsale ou un sac airbag ;

...et surtout :
- le détecteur de victimes d'avalanches (DVA), élément très important qui permet d'être localisé ou de retrouver une personne enfouie sous la neige grâce à l'émission d'un signal radio ;
- la sonde, qui va permettre de localiser avec précision une victime ;
- la pelle, qui sert à dégager une victime de la neige.

## Compétitions

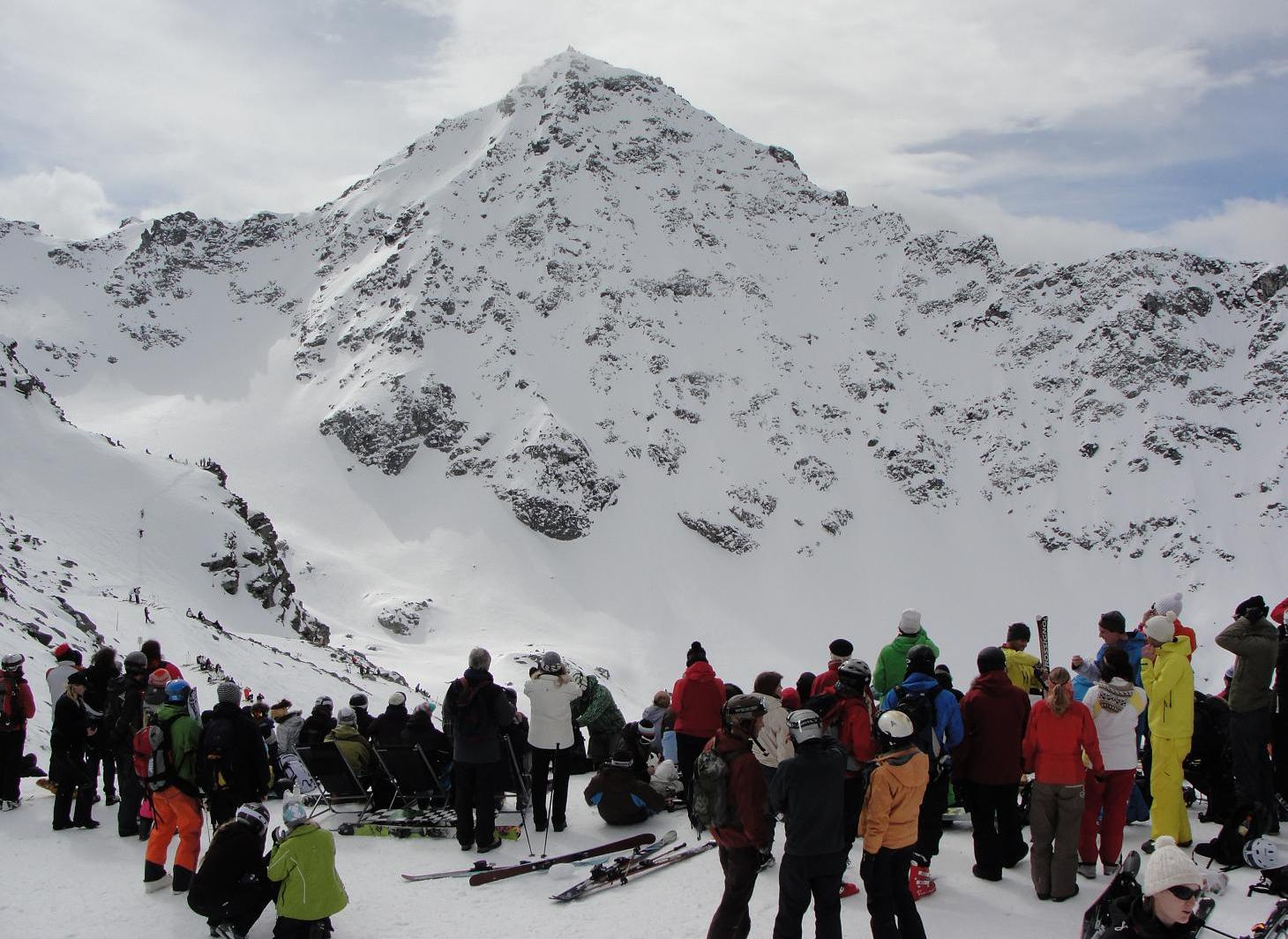
Versant du Bec des Rosses, théâtre d'une étape du Freeride World Tour 2010.

Le ski freeride, discipline désormais reconnue dans le monde des sports extrêmes, propose de plus en plus de compétitions. L’une d’entre elles, probablement la plus emblématique, est le Freeride World Tour (FWT), circuit mondial privé qui rassemble les meilleurs spécialistes du ski et du snowboard qui s’affrontent sur les pentes les plus spectaculaires à travers le monde.
Contrairement au ski freestyle, le ski freeride n'est pas une discipline olympique. Au plus haut niveau, les compétitions sont organisées sous l'égide du FWT et certaines personnalités du ski freeride s'opposent à l'intégration de la discipline aux Jeux olympiques, considérant que le terrain du freeride reste la poudreuse - l'essence même de ce sport - et qu'il n'est pas concevable de le pratiquer sur de la neige artificielle. 
En 2023, une étape importante marque l'histoire du ski freeride : le FWT intègre la Fédération internationale de ski.
Le FWT se décline en plusieurs sous-compétitions dont le Freeride World Qualifier (FWQ) et le Freeride Junior Tour (FJT).
D'autres compétitions dans l'esprit freeride se développent, comme le Redbull Linecatcher qui allie le freeride au freestyle backcountry.